# Andreaeidae
Sous-classe
Les Andreaeidae forment une sous-classe de mousses. 

## Liste des ordres
Selon ITIS:
- ordre Andreaeales
- ordre Andreaeobryales